# 에런 마이클 데이비스
에런 마이클 데이비스(Aaron Michael Davies, 1984년 2월 7일 ~ )는 미국의 배우이다.